# 后凹熊蛛
后凹熊蛛（学名：Arctosa recurva）为狼蛛科熊蛛属的动物。在中国大陆，分布于安徽、浙江等地。该物种的模式产地在安徽齐云山、浙江。